# Угал
Угал е музикален перкусионен инструмент от групата на пластинковите инструменти.
Угалът е бронзов металофон от индонезийски произход. Свири се с удари по пластините посредством малки чукчета. Характерен за перкусионните оркестри гамелан.